# Copelatus mahajanga
Copelatus mahajanga là một loài bọ cánh cứng trong họ Bọ nước. Loài này được Pederzani & Hájek miêu tả khoa học năm 2005.